# Geophagus neambi
Geophagus neambi es una especie de pez de agua dulce que integra el género Geophagus, de la familia de los cíclidos. Habita en aguas cálidas en el centro de América del Sur.

## Taxonomía
Esta especie fue descrita originalmente en el año 2010 por los por los ictiólogos brasileños Paulo Henrique Franco Lucinda, Carlos Alberto Santos de Lucena y Newton Cândido Assis.
Localidad tipo
La localidad tipo referida es: “río Tocantins, Represa hidroeléctrica Lajeado, en las coordenadas: 10°41′36″S 48°24′52″O / -10.69333, -48.41444, Porto Nacional, estado de Tocantins, Brasil”.
Holotipo
El ejemplar holotipo designado es el catalogado como: MCP 43670; se trata de un espécimen adulto el cual midió 141,4 mm de longitud estándar. Fue capturado por el equipo que integra el Núcleo de Estudios Ambientales (Neamnb) de la Universidad Federal de Tocantins (UFT) el 19 de marzo de 2008. Se encuentra depositado en la colección de ictiología del Museo de Ciencias y Tecnología de la Pontificia Universidad Católica de Río Grande del Sur (MCP), ubicado en la ciudad de Porto Alegre.
Etimología
Etimológicamente, el término genérico Geophagus se construye con palabras en idioma griego, en donde gea es 'tierra' y phaegein es 'comer', debido a una estrategia trófica de los integrantes del género.
El epíteto específico neambi es un epónimo que refiere a la sigla de la entidad a quien fue dedicada, el Núcleo de Estudios Ambientales (Neamnb) de la Universidad Federal de Tocantins (UFT), en reconocimiento a sus esfuerzos en el estudio de la ictiofauna del río Tocantins, siendo incluso los colectores del ejemplar tipo.

## Caracterización
Geophagus neambi difiere de numerosas especies del género Geophagus por la ausencia de marcas en la cabeza. De las especies congenéricas que no las poseen, es posible diferenciarla por exhibir 8 o 9 paralelas barras verticales en los flancos, la barra conteniendo la mancha lateral bifurcada arriba y abajo de la mancha y por la presencia en la aleta caudal de manchas claras redondeadas.
Geophagus neambi difiere de G. sveni (de la cual es simpátrica y sintópica) al presentar 8 o 9 conspicuas barras verticales dorsoventralmente bifurcadas (frente a 5 débiles barras verticales en los lados del cuerpo en G. sveni).

## Distribución geográfica y hábitat
Esta especie se distribuye en el centro-este de Brasil, siendo endémica de las porciones superior y media de la cuenca del río Tocantins, un curso fluvial relacionado biogeográficamente a la cuenca del Amazonas, ya que desemboca en el océano Atlántico —al este de la isla de Marajó— junto a la boca del río Amazonas.